# Barbara Sim A-gi
Barbara Sim A-gi (ur. w 1783 w Gwangju, zm. w kwietniu 1801 w Seulu) – koreańska męczennica i błogosławiona Kościoła katolickiego.

## Życiorys
Nauczała swego brata Sim Nak-huna katechizmu. Została aresztowana w czasie prześladowań antykatolickich i poddana torturom w celu wyrzeczenia się wiary. Zmarła w wyniku pobicia na początku kwietnia 1801. Jej brata wysłano na wygnanie do Muan w prowincji Hamgyŏng.

## Kult i beatyfikacja
Beatyfikował ją papież Franciszek 16 sierpnia 2014 w grupie 124 męczenników koreańskich.